# Inna Mariam Patty
Pour les articles homonymes, voir Patty (homonymie).
Inna Mariam Patty, alias Inna Patty, est une entrepreneuse et philanthrope ghanéenne, lauréate du concours de beauté  Miss Ghana 2004. 

## Biographie
Née au Ghana[réf. nécessaire] ou à Lagos au Nigéria, de Youssif Patty, haut-commissaire du Ghana au Nigéria, Patty grandit à Lagos où travaille son père.   
Après avoir fini ses études au Lycée des filles de Wesley, elle s'inscrit en commerce à l'université du Ghana. Elle travaille, ensuite, dans la société bancaire, Standard Chartered Bank et à la Caisse de sécurité sociale et d’assurance ghanénne (en). En 2008, elle est diplômée de la London School of Economics et devient employée chez Richwell Executives notamment à la Bourse de Londres avant de retourner au Ghana en 2009 pour créer  la société Exclusive Events Ghana. Inna Patty obtient, par ailleurs, un diplôme d'études supérieures en droit à l'Université de droit (en) en 2021.  
Lauréate du concours de beauté  Miss Ghana 2004,, elle représente son pays à la compétition de Miss Monde 2005 au Crown of Beauty Theatre à Sanya, en Chine.  
Elle est présidente directrice générale depuis 2011 d'Exclusive Events Ghana, société composée des organisateurs de Miss Ghana. Elle est également membre de Lincolns Inn et du conseil d'administration de l'hôpital FOCOS depuis 2019,.

## Distinctions
Miss Patty est honorée par la société Class Media Group du Ghana pour son leadership et son engagement dans l'industrie des concours de beauté au Ghana au cours de la dernière décennie. 
En 2019, elle est désignée parmi les plus influents entrepreneurs par le Humble Beginning Entrepreneurs' (HBE) Award. 
En 2017,  sa société Exclusive Events Ghana Limited (EEGL) est sélectionnée pour recevoir le prix international Arch of Europe dans la catégorie Or. Patty se voit récompensée, en juillet 2017, au BID Quality Award à Intercontinental Frankfurt Convention Hall des mains de Hose Prieto, président de BID. 
Elle figure sur la liste des 100 femmes entrepreneures les plus remarquables du Ghana en 2016. 

## Controverses autour de Miss Ghana
Citée dans de nombreuses controverses relatives au concours Miss Ghana, elle poursuit pour diffamation, plusieurs personnalités dont les miss Stephanie Karikari (Miss Ghana 2010), Antoinette Delali Kemavor (Miss Ghana 2015) et Giuseppina Nana Akua Baafi (Miss Ghana 2013) qui affirment être victimes de proxénétisme pour collecter des fonds pour le concours. 

## Fondation Miss Ghana
Patty crée la Fondation Miss Ghana (FMG) en 2013 pour mener des œuvres sociales au Ghana. Cette fondation vise à améliorer la vie des moins privilégiés de la société et à garantir la pérennité des projets dans les domaines de la santé, des enfants, des personnes âgées, de l'environnement, de l'eau, de l'éducation et du mentorat,,.   

### Note
- (en) Cet article est partiellement ou en totalité issu de l’article de Wikipédia en anglais intitulé « Inna Mariam Patty » (voir la liste des auteurs).